# Hannah Whelan
Hannah Whelan (Singapore, 1º luglio 1992) è un'ex ginnasta inglese, membro della nazionale britannica vincitrice della medaglia d'argento agli europei di Sofia 2014 e di due medaglie di bronzo ai Campionati europei di Bruxelles 2012 (trave e corpo libero); è stata campionessa individuale britannica nel 2010 e 2011.
Ha partecipato a due edizioni dei giochi olimpici estivi (Pechino 2008 e Londra 2012) e a diverse edizioni dei campionati mondiali ed europei di ginnastica artistica.
A giugno 2014 viene convocata per partecipare ai XX Giochi del Commonwealth di Glasgow con la nazionale inglese, insieme a Rebecca Downie, Ruby Harrold, Claudia Fragapane, Kelly Simm: la squadra vince la medaglia d'oro, mentre la Whelan conquista la medaglia di bronzo nel concorso individuale.